# 栃木県道・群馬県道39号足利伊勢崎線
栃木県道・群馬県道39号足利伊勢崎線（とちぎけんどう・ぐんまけんどう39ごう あしかがいせさきせん）は、栃木県足利市から群馬県伊勢崎市に至る県道（主要地方道）である。

## 概要
本路線は、北関東自動車道と県内の主要道路である群馬県道2号前橋館林線の中間に位置し、群馬県内を横方向に繋がる重要ルートである。太田市・只上八幡前交差点から伊勢崎市・流通団地前交差点あたりまでは北関東自動車道とほぼ並行して走っている。
また一定の交通量があり、足利市および伊勢崎市の一部ではカーブの多い箇所があるため、走行には注意が必要である。かつて混雑していた箇所は、北関東自動車道の開通により混雑が低減された。

### 路線データ
- 総延長 : 不明（栃木県区間 : 0.935 km、群馬県区間 : 不明）
- 実延長 : 不明（栃木県区間 : 0.935 km、群馬県区間 : 不明）
- 起点 : 栃木県足利市借宿町1丁目/借宿町/中川町（借宿町1丁目交差点＝栃木県道5号足利太田線・栃木県道40号足利環状線交点）
- 終点 : 群馬県伊勢崎市大手町（信用金庫前交差点＝群馬県道75号伊勢崎停車場線交点）
- 重要な経過地：群馬県太田市、新田郡新田町[注釈 1]、佐波郡東村[注釈 2]

## 歴史
- 1961年（昭和36年）4月1日：認定[誰によって?]
- 1983年（昭和58年）1月17日：群馬県より県道路線認定に関する告示（昭和34年群馬県告示第324号）の一部が改正され、群馬県道区間が整理番号121から整理番号54となる[1]。
- 1993年（平成5年）5月11日：建設省から、県道足利伊勢崎線が足利伊勢崎線として主要地方道に指定される[2]。

## 路線状況
伊勢崎市の東武伊勢崎線交差付近（中央町/平和町）から平和町南（旧・福島病院前）交差点（平和町/大手町）までは、センターラインのない1.5車線となっている。この区間では一時停止が必要な（「止まれ」の標識がある）交差点が1ヶ所存在する。
また平和町南交差点から終点までは、足利方面への一方通行（自転車を除く）となっている。この区間は、地図によっては県道指定されていないこともある。

### 通称
- 東国文化歴史街道（太田市丸山町/矢田堀町・丸山交差点 - 石橋町・石橋十字路交差点）

### 重複区間
- 群馬県道332号桐生新田木崎線（太田市新田小金井町・新田小金井町北交差点 - 新田市野井町・新田市野井町交差点）

### 交差する河川
- 名称不明（御厨橋、太田市市場町）
- 矢場川（太田市只上町）
- 名称不明（丸山橋、太田市丸山町 - 丸山町/矢田堀町）
- 八瀬川（強戸橋、太田市上強戸町）
- 蛇川（寺尾橋、太田市石橋町）
- 岡登用水（伊勢崎市平井町）
- 早川（陣屋橋、伊勢崎市東小保方町）
- 男井戸川（伊勢崎市下植木町）
- 名称不明（元久保橋、伊勢崎市下植木町）
- 粕川（宮前橋、伊勢崎市宮前町 - 平和町）

## 地理

### 通過する自治体
- 栃木県
  - 足利市
- 群馬県
  - 太田市
  - 伊勢崎市

### 交差する道路

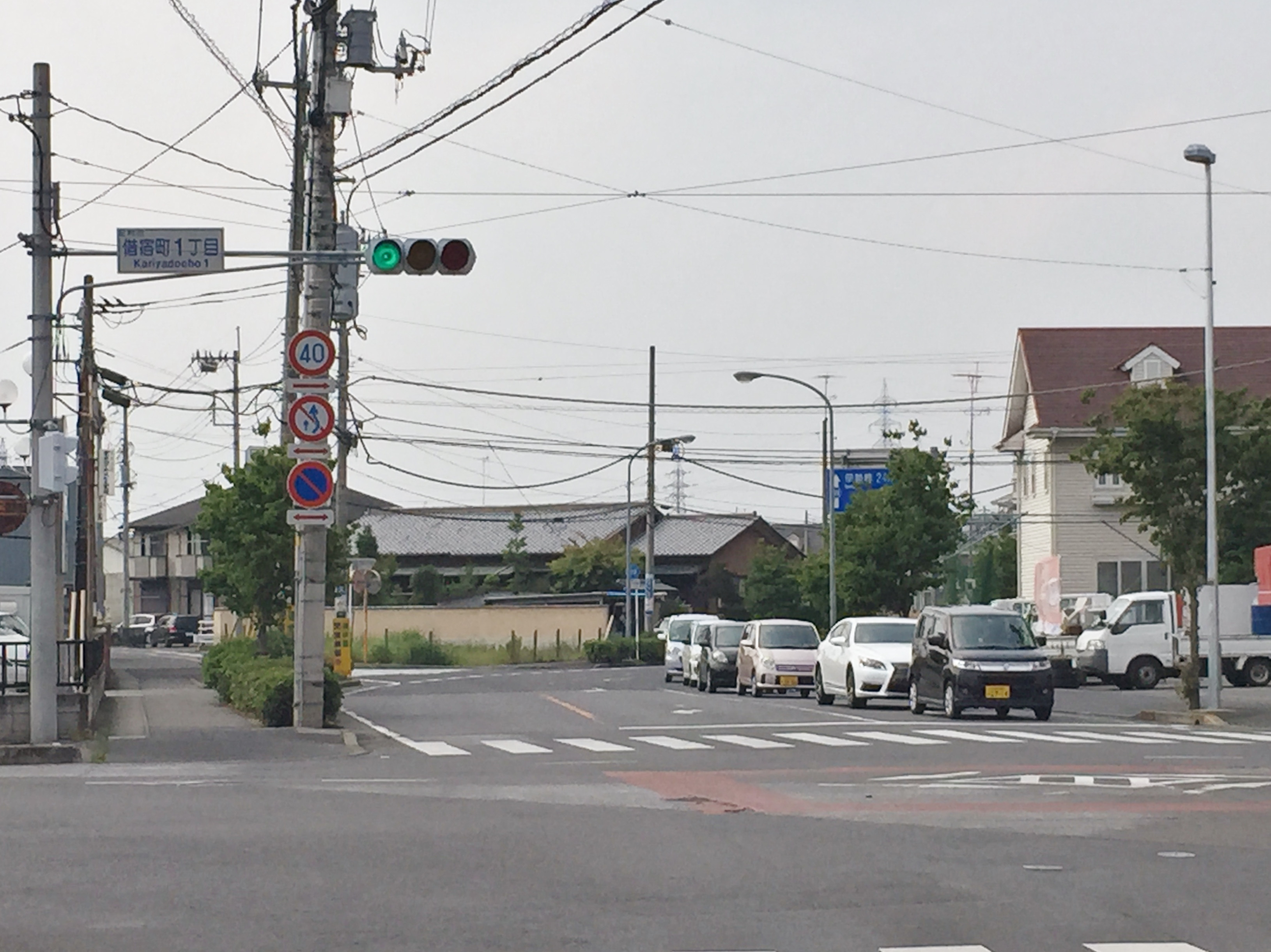
起点・借宿町1丁目交差点
（足利市、2015年6月）

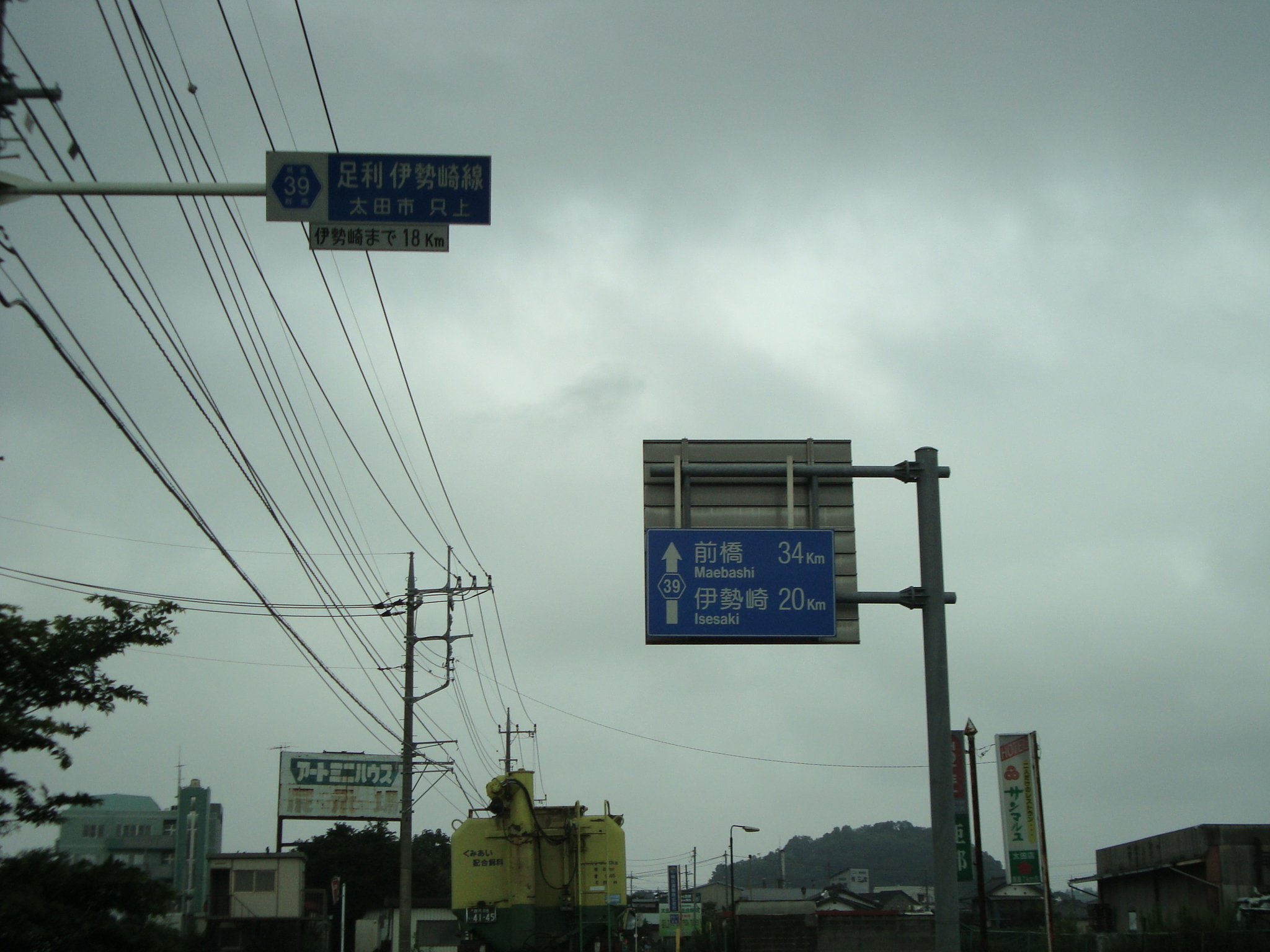
群馬県太田市只上付近

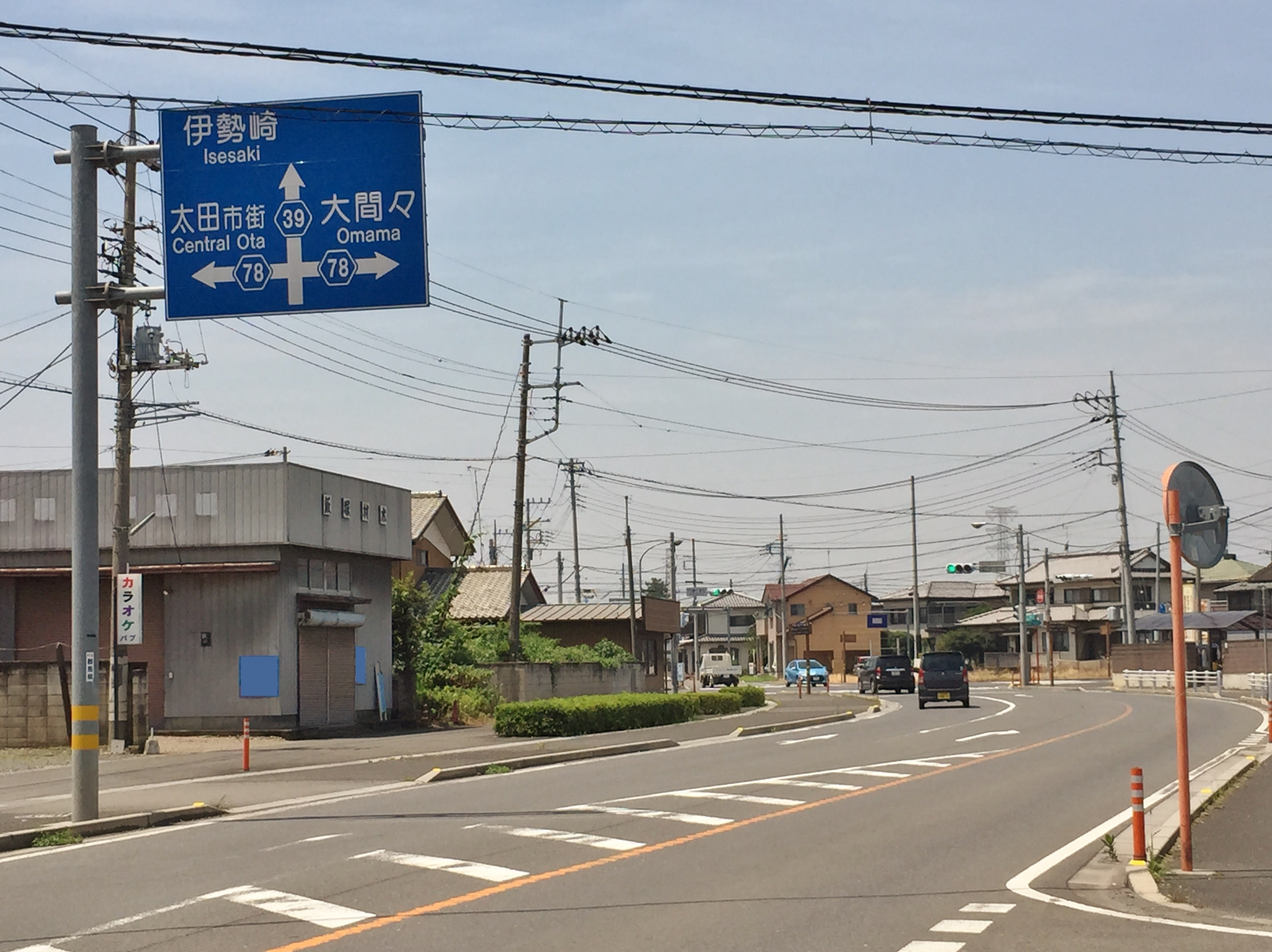
石橋十字路交差点付近
（太田市、2015年7月）
当交差点（78号現道交差）と伊勢崎方面を望む。

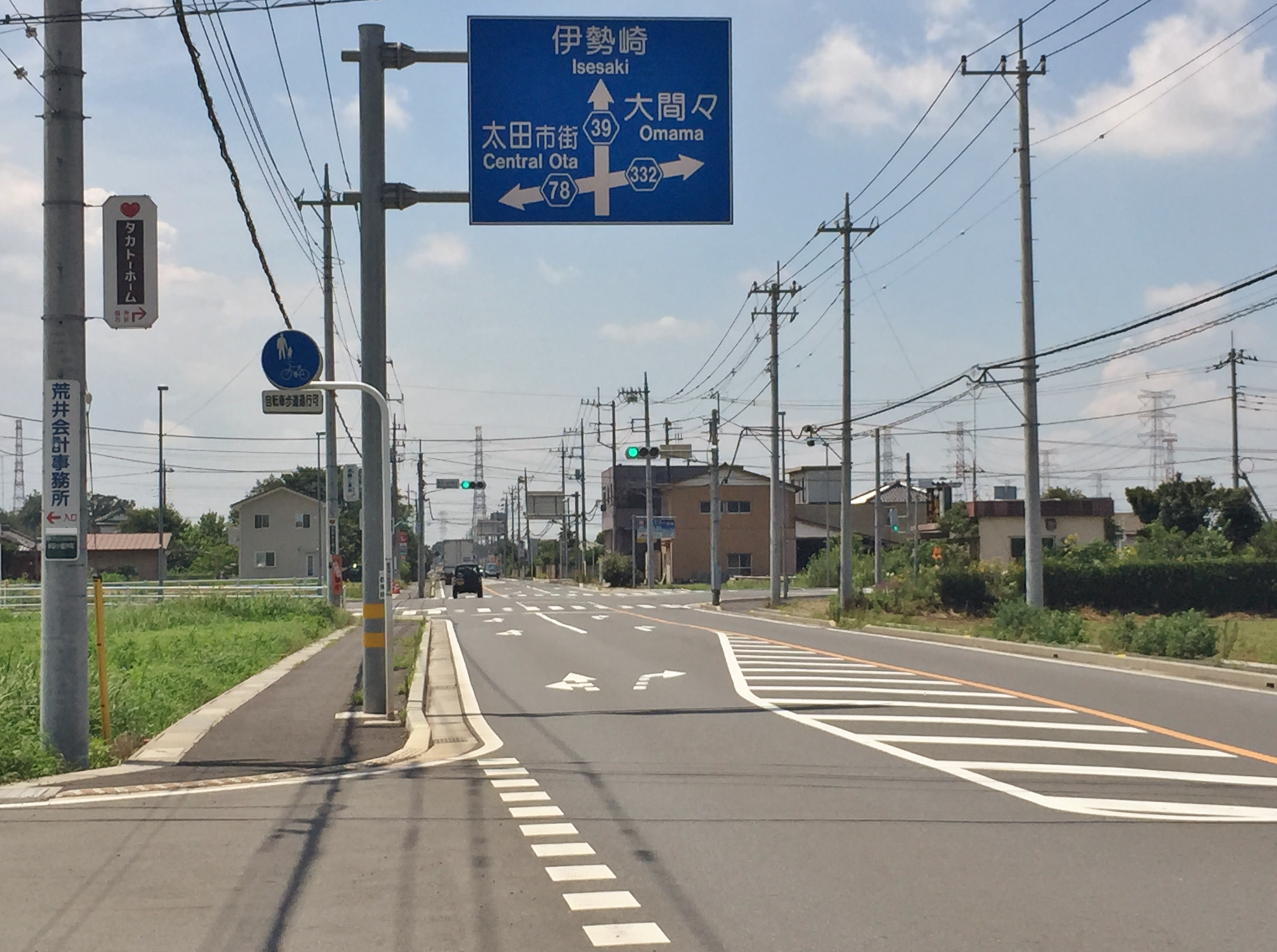
新田小金井町北交差点付近
（太田市、2015年7月）
当交差点（78号新道・332号交差）と伊勢崎方面を望む。当交差点から奥（西方向）は県道332号と重複する。

- 栃木県道5号足利太田線・栃木県道40号足利環状線（起点）
- 群馬県道256号竜舞山前停車場線（太田市只上町・只上八幡前交差点）
- 国道50号（国道122号重複）（太田市只上町、只上西交差点）
- 群馬県道316号太田桐生線（太田市丸山町/矢田堀町・丸山交差点）
- 群馬県道78号太田大間々線（現道）（太田市石橋町・石橋十字路交差点）
- 群馬県道78号太田大間々線（新道）、群馬県道332号桐生新田木崎線（太田市新田小金井町・新田小金井町北交差点）
- 群馬県道332号桐生新田木崎線（太田市新田市野井町・新田市野井町交差点）
- 群馬県道69号大間々世良田線（太田市新田市町/新田嘉祢町・新田嘉祢町交差点）
- 群馬県道315号大原境三ツ木線（太田市新田大町・新田大町交差点）
- 群馬県道291号境木島大間々線（伊勢崎市東小保方町・流通団地東交差点）
- 国道17号 上武道路（伊勢崎市三室町・流通団地前交差点）
- 群馬県道293号香林羽黒線（伊勢崎市下植木町/宮前町、下植木町北交差点）
- 国道462号（伊勢崎市宮前町・宮前町交差点）
- 群馬県道68号桐生伊勢崎線（伊勢崎市平和町/大手町・福島病院前交差点）
- 群馬県道75号伊勢崎停車場線（終点）

### 沿線にある施設など
- 借宿緑地（足利市借宿町/中川町）
- リバータウン只上（太田市只上町）
- 太田市立毛里田小学校（太田市只上町）
- 太田市立毛里田中学校（太田市矢田堀町）
- 太田市北部運動公園（太田市上強戸町）
- 成塚住宅団地（太田市成塚町）
- 治良門橋駅（東武桐生線）（太田市成塚町）
- 太田市立強戸小学校（太田市天良町）
- 市営強戸団地（太田市成塚町）
- 太田市立強戸中学校（太田市天良町/成塚町）
- 伊勢崎市立あずま南小学校（伊勢崎市三室町）
- 伊勢崎・東流通団地（伊勢崎市三室町/日乃出町）
- 伊勢崎・東第二流通団地（伊勢崎市三室町/日乃出町）
- 伊勢崎市立殖蓮第二小学校（伊勢崎市下植木町）
- 群馬県立伊勢崎工業高等学校（伊勢崎市中央町）